# Hans Jucker (Moderator)
Hans Jucker (* 11. Januar 1946 in Zürich; † 19. Februar 2011 in Affoltern am Albis) war ein Schweizer TV-Sportreporter und TV-Moderator. Bekannt geworden ist er durch seine Kommentare im Schweizer Fernsehen.

## Leben
Jucker wuchs im Ortsteil Albisbrunn der Gemeinde Hausen am Albis auf. Seine Eltern arbeiteten dort in der Stiftung Albisbrunn für schwererziehbare Jugendliche. Im Jahr 1964 wurde Jucker in Aeugst am Albis zum jüngsten Gemeindeschreiber der Schweiz gewählt. Da er aber noch nicht volljährig war, mussten die Dokumente von seinem Vater unterzeichnet werden. Zudem war Jucker Präsident des Vereins Ja zur N4 und befürwortete den Bau der Autobahn A4 durch das Säuliamt.
Seinen ersten Fernsehauftritt hatte er im März 1965, als er den Björnstad-Gedenklauf am Gantrisch kommentierte. Bis zu seiner Pensionierung Ende Januar 2011 kommentierte er für das Schweizer Fernsehen als Allrounder fast alle Sportarten, hauptsächlich Ereignisse im Radsport, Reiten, Boxen, in den 1980er und 1990er Jahren auch im alpinen Skisport. Er berichtete von 13 Olympischen Spielen und 25 Ausgaben der Tour de France. Insgesamt kommentierte er über 10'000 Stunden live.
Jucker war zwischen 1982 und 1998 für die FDP im Gemeinderat in seiner Wohngemeinde Affoltern am Albis und ihm unterstand die Polizeiabteilung. Zudem führte er in der Ortschaft das Arche-Pub. 14 Jahre lang war er in seiner Freizeit Fussballschiedsrichter. Mehrere Jahrzehnte hat er die Vereinsarbeit des FC Affoltern am Albis gestaltet und geprägt. 1976 wurde er aufgrund seiner grossen Verdienste zum Ehrenmitglied und 2007 zum Ehrenpräsidenten des Clubs ernannt.